# 4. Armee (Wehrmacht)

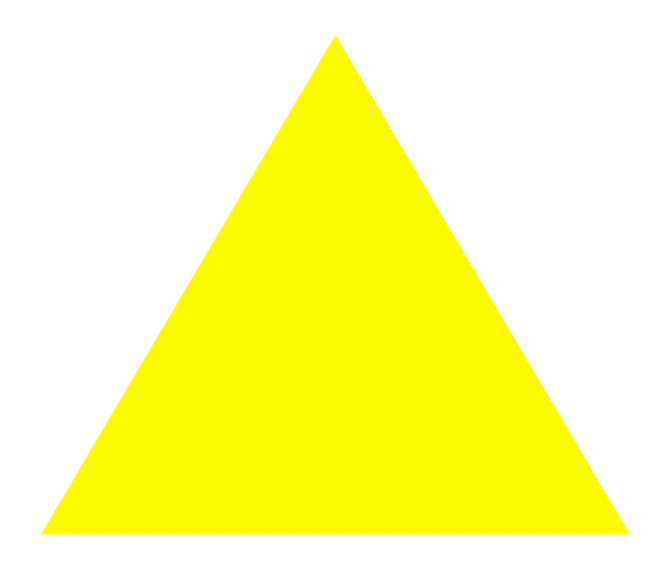
Truppenverbandsabzeichen der 4. Armee

Die 4. Armee/Armeeoberkommando 4 (AOK 4) war ein Kommandobehörde des Heeres der Wehrmacht während des Zweiten Weltkrieges. Sie war Oberkommando jeweils wechselnder Armeekorps sowie zahlreicher Spezialtruppen.

## Geschichte
Die 4. Armee wurde am 1. August 1939 aus dem Heeresgruppenkommando 6 in Hannover gebildet. Oberbefehlshaber war General der Artillerie Günther von Kluge. Die ersten Kampfhandlungen der 4. Armee fanden beim Überfall auf Polen als Teil der Heeresgruppe Nord unter Generaloberst Fedor von Bock statt. Die 4. Armee bestand aus dem II. und III. Armeekorps, jedes mit zwei Infanterie-Divisionen, dem XIX. Armeekorps mit zwei motorisierten und einer Panzer-Division, dem I. Grenzschutzkorps mit einer Infanterie-Division und zwei Infanterie-Divisionen als Reserve. Die Armee hatte Befehl, den Polnischen Korridor zu nehmen und auf diese Weise eine Verbindung von Ostpreußen mit dem übrigen Gebiet des deutschen Reiches zu schaffen. Ein Teil der 4. Armee stieß weiter südlich nach Pommerellen vor und verband sich mit anderen deutschen Truppen bei Warschau.
Während des Westfeldzugs stieß die 4. Armee als Teil der Heeresgruppe A unter Generaloberst Gerd von Rundstedt aus dem Rheinland nach Belgien vor. Zusammen mit anderen deutschen Armeen durchbrach die 4. Armee die Dijle-Linie und vollendete die Einschließung der alliierten Streitkräfte in der Schlacht um Dünkirchen.
Die 4. Armee stand während des Westfeldzugs im Zentrum einer organisatorischen Auseinandersetzung zwischen der Heeresgruppe A, der Heeresgruppe B, dem Oberkommando des Heeres (OKH) und Hitler. Der Oberbefehlshaber des Heeres, Walther von Brauchitsch, war mit der Größe und dem Führungsstil der Heeresgruppe A, insbesondere ihres Befehlshabers Rundstedt, unzufrieden; das OKH befahl am 23. Mai 1940, dass die 4. Armee am Folgetag ab 20:00 Uhr der Heeresgruppe B unterstellt werden solle. Durch den Befehl hätte Rundstedt sämtliche Panzerverbände (Panzergruppe Kleist, Panzergruppe Guderian) seiner Heeresgruppe verloren. Nach Konzeption des OKH solle nachfolgend die Heeresgruppe B für den Frontabschnitt Dünkirchen und Heeresgruppe A lediglich für die Sicherung der Flanke eingesetzt werden. Als Hitler am Morgen des 24. Mai im Hauptquartier der Heeresgruppe A bei Charleville eintraf und vom Befehl des OKH erfuhr, setzte er ihn sogleich außer Kraft. Die 4. Armee verblieb bei der Heeresgruppe A, um 12:45 Uhr folgte der berühmte Haltebefehl, demzufolge der Angriff auf die umkesselten alliierten Truppen bei Dünkirchen verzögert werden solle, bis die Infanterieverbände (II. Korps, VIII. Korps) aufgeschlossen hätten.
Generalmajor Erwin Rommel, damals unter Kluge, trug mit der 7. Panzer-Division zu dessen Siegen bei. Kluge, bis dato Generaloberst, wurde zusammen mit zwölf anderen am 19. Juli 1940 zum Generalfeldmarschall ernannt.
Die 4. Armee wurde zu Beginn des Unternehmens Barbarossa von 1941 von Bocks Heeresgruppe Mitte unterstellt. Ihr erstes Ziel war es, so viele sowjetische Truppen wie möglich im Raum Minsk einzukesseln. Es gelang, zwei sowjetische Armeen einzukesseln und zu vernichten. Darauf nahm die 4. Armee an der Kesselschlacht bei Smolensk teil, bei der ebenfalls zahlreiche sowjetische Truppen vernichtet wurden. Diese Erfolge führten unter anderem zu der Annahme, dass die Sowjetunion besiegt sei. Jedoch führten schlechte Straßenverhältnisse dazu, dass die Heeresgruppe angehalten wurde und mit ihr die 4. Armee.

### Gliederung der 4. Armee am 1. Dezember 1941
- VII. Armeekorps, General der Artillerie Fahrmbacher mit 197., 7. und 292. Infanterie-Division
- XX. Armeekorps, General der Infanterie Materna mit 258., 3. mot. und 183. Infanterie-Division
- LVII. Armeekorps (mot.), General der Panzertruppe Adolf Kuntzen mit 19. und 20. Panzer-Division, 15. Infanterie-Division, SS-Division „Das Reich“
- XII. Armeekorps, General der Infanterie Schroth mit 98., 137., 34., 263. und 17. Infanterie-Division
- XIII. Armeekorps, General der Infanterie Felber mit 268., 260. und 52. Infanterie-Division

Während der Schlacht um Moskau kam sie im Dezember 1941 bis auf wenige Kilometer an die Stadt heran, bevor sie von sowjetischen Gegenangriffen zum Rückzug gezwungen wurde. Am 19. Dezember 1941 reichte Kluge gemeinsam mit von Bock und Generalfeldmarschall Walther von Brauchitsch seine Ablösung ein. Kluge wurde durch General der Gebirgstruppe Ludwig Kübler ersetzt.
Nach dem Beginn des Unternehmens Blau erlebten die 4. Armee und die ganze Heeresgruppe Mitte keine größeren Kämpfe, weil die meisten Truppen im Süden konzentriert worden waren. Als jedoch die Heeresgruppe Mitte seit 1943 auf der ganzen Linie im Rückzug begriffen war, musste auch die 4. Armee ihre Truppen zurückverlegen und stand den Herbst und Winter 1943/44 über in ständigen Abwehrkämpfen an bzw. nahe der Pantherstellung am Dnjepr bei Orscha („Rollbahnschlachten“). Während des Rückzuges und den folgenden Monaten griff die sowjetische Westfront in elf aufeinanderfolgenden Schlachten die 4. Armee an. Aufgrund von taktischen Unzulänglichkeiten seitens der Sowjets und guter Führung durch Heinrici kam es zu enormen Verlusten auf Seiten der Roten Armee. Die vergeblichen Angriffe kosteten die Rote Armee mehr als 530.000 Soldaten, die Verluste der 4. Armee beliefen sich auf „nur“ 35.000 Mann, davon 10.000 Tote und Vermisste.
Als einziger Großverband der Wehrmacht schaffte es die 4. Armee, ihre Positionen den Winter und Frühsommer 1944 über zu halten. Während der sowjetischen Operation Bagration kam es zur Vernichtung dieses Heeresverbandes in der Kesselschlacht bei Minsk. Dabei gerieten die meisten Kommandeure in sowjetische Gefangenschaft oder wurden getötet. Die 4. Armee musste daher im Juli und August 1944 unter der Federführung von General der Infanterie Friedrich Hoßbach neu aufgestellt werden.

### Armeegliederung am 12. Januar 1945
- Fallschirm-Panzerkorps Hermann Göring, Generalmajor Schmalz, mit 21. und 61. Infanterie-Division sowie Fallschirm-Panzer-Division 2 Hermann Göring
- XXXXI. Panzerkorps, General der Artillerie Weidling, mit 28. Jäger-, 50., 170. und 367. Infanterie-Division
- VI. Armeekorps, General der Infanterie Großmann mit 541. und 558. Volksgrenadier-Division sowie 131. Infanterie-Division und Polizei-Gruppe Hannibal
- LV. Armeekorps, General der Infanterie Herrlein mit 203. Infanterie- sowie 562. und 547. Volksgrenadier-Division
- 23. Infanterie-Division (Sicherung Raum Thorn)
- Fallschirm-Panzer-Division 1 Hermann Göring (ab 15. Januar im Abtransport)

Während der Schlacht um Ostpreußen Anfang 1945 wurde der größte Teil der Armee in Ostpreußen abgeschnitten, Teile der eingeschlossenen Truppen konnten über die Ostsee nach Pommern evakuiert werden, wo sie der Armee Ostpreußen unterstellt wurden. Am 7. April 1945 wurde die 4. Armee aufgelöst, aus ihrem Stab entstand später die 21. Armee. Der letzte Befehlshaber war General der Infanterie Friedrich-Wilhelm Müller.
Zwölf Aktenordner mit hunderten Seiten mit Schreibmaschine oder von Hand geschriebene Berichte der 4. Armee, die 1945 Heiligenbeil verteidigte, wurde 2004 in einem Wald in der Nähe der Stadt aufgefunden und in ein Moskauer Militärarchiv gebracht.

## Oberbefehlshaber
- 1. September 1939 bis 19. Dezember 1941 General der Artillerie (ab 1. Oktober 1939 Generaloberst, ab 19. Juli 1940 Generalfeldmarschall) Günther von Kluge
- 19. Dezember 1941 bis 20. Januar 1942 General der Gebirgstruppe Ludwig Kübler
- 20. Januar bis 6. Juni 1942 General der Infanterie Gotthard Heinrici
- 6. Juni bis 13. Juli 1942 General der Infanterie Hans von Salmuth (m. d. stv. F. b.)
- 13. Juli 1942 bis 1. Juni 1943 General der Infanterie (ab 30. Januar 1943 Generaloberst) Gotthard Heinrici
- 1. Juni bis 31. Juli 1943 Generaloberst Hans von Salmuth (m. d. stv. F. b.)
- 31. Juli bis 19. Dezember 1943 Generaloberst Gotthard Heinrici
- 19. Dezember 1943 bis 3. Januar 1944 General der Infanterie Johannes Frießner (m. d. stv. F. b.)
- 3. Januar bis 4. Juni 1944 Generaloberst Gotthard Heinrici
- 4. Juni bis 18. Juli 1944 General der Infanterie Kurt von Tippelskirch (m. d. F. b.)
- 18. Juli 1944 bis 29. Januar 1945 General der Infanterie Friedrich Hoßbach (m. d. F. b.)
- 29. Januar bis 7. April 1945 General der Infanterie Friedrich-Wilhelm Müller